# Prima Donnas
Prima Donnas è una serie televisiva filippina trasmessa su GMA Network dal 19 agosto 2019 al 30 aprile 2022.

## Trama
La coppia di sposi Jaime (Wendell), unica ereditaria del ricco gruppo di società Claveria, e Maita (Glaiza) trovano difficile avere un figlio. La coppia assunse quindi Lilian (Katrina), la figlia del loro più fidato aiutante di casa, per essere la madre surrogata della loro prole non ancora nata. Lilian accetta la proposta e in seguito dà alla luce tre belle ragazze di nome Donna Marie (Jillian), di buon cuore e motivate, Donna Belle (Althea), ambiziosa e volitiva; e Donna Lyn (Sofia), parlante e mediatore tra i due.
La vita prende una svolta inaspettata per i tre Donnas quando Kendra (Aiko), l'ambizioso assistente esecutivo di Lady Prima che ha osservato Jaime e la fortuna di Claveria, non si fermerà davanti a nulla per impossessarsi di tutta la ricchezza di Claveria e l'affetto di Jaime a spese del tre giovani eredi.
Segreti di famiglia, parenti riluttanti e una ricerca senza fine della vera identità: il legame dei tre Donna rimarrà forte tra le molte sfide che la vita le pone?

## Personaggi
- Donna Marie "Mayi" Madreal, interpretata da Jillian Ward
- Donna Belle "Ella" Claveria, interpretata da Althea Alban
- Donna Lyn "Lenlen" Claveria, interpretata da Sofia Pablo
- Lilian Madreal, interpretata da Katrina Halili
- Jaime Antonio Claveria, interpretata da Wendell Ramos
- Lady Primarosa "Prima" Claveria, interpretata da Chanda Romero
- Agaton Salazar, interpretato da Benjie Paras
- Maria Kendra Fajardo, interpretata da Aiko Melendez
- Brianna S. Claveria / Brianna Fajardo, interpretata da Elijah Alejo

## Colonna sonora
- Huwag Kang Susuko - Golden Cañedo